# Balai Jaring (Payakumbuh Timur)
Balai Jaring is een bestuurslaag in het regentschap Payakumbuh van de provincie West-Sumatra, Indonesië. Balai Jaring telt 1956 inwoners (volkstelling 2010).